# Glypta zonata
Glypta zonata là một loài tò vò trong họ Ichneumonidae.